# Cueva del Agua
Cueva del Agua este o arie protejată (arie specială de conservare — SAC, sit de importanță comunitară — SCI) din Spania întinsă pe o suprafață de 3,13 ha, integral pe uscat.

## Localizare
Centrul sitului Cueva del Agua este situat la coordonatele 38°01′18″N 6°29′24″W / 38.021667°N 6.49°V.

## Înființare
Situl Cueva del Agua a fost declarat sit de importanță comunitară în februarie 2004 pentru a proteja 7 specii de animale. Situl a fost protejat și ca arie specială de conservare în mai 2015.

## Biodiversitate
Situată în ecoregiunea mediteraneană, aria protejată conține 2 habitate naturale: Păduri de Quercus ilex și Quercus rotundifolia, Peșteri inaccesibile publicului.
La baza desemnării sitului se află mai multe specii protejate de  mamifere (7): liliac cu aripi lungi (Miniopterus schreibersii), liliac cu urechi de șoarece (Myotis blythii), liliac comun (Myotis myotis), liliacul mediteranean cu potcoavă (Rhinolophus euryale), liliacul mare cu potcoavă (Rhinolophus ferrumequinum), liliacul mic cu potcoavă (Rhinolophus hipposideros), liliacul cu potcoavă a lui méhely (Rhinolophus mehelyi).